# Chào mẹ, tạm biệt!
Chào mẹ, tạm biệt! (tiếng Hàn: 하이바이, 마마!; Romaja: Haibai, Mama!) là một bộ phim truyền hình Hàn Quốc năm 2020 với sự tham gia của Kim Tae-hee, Lee Kyu-hyung và Go Bo-gyeol, với Yo Je-won đảm nhiệm vai trò đạo diễn. Phim được công chiếu trên kênh truyền hình của đài tvN và nền tảng dịch vụ xem phim trực tuyến Netflix với tập đầu tiên bắt đầu từ 22 tháng 2 cho đến tập cuối vào ngày 19 tháng 4 năm 2020.

## Nội dung
Cha Yu-ri là một hồn ma kể từ khi cô qua đời trong một tai nạn thương tâm, năm năm trước. Cô trở thành oan hồn và luôn bên cạnh người con và người chồng của mình. Thông qua một dự án tái sinh, cô có khả năng trở lại thành người nếu cô thành công trở lại vị trí của mình trong vòng 49 ngày. Tuy nhiên, chồng cô giờ đã tái hôn.

## Diễn viên

### Diễn viên chính
- Kim Tae-hee vai Cha Yu-ri[5][6]
- Lee Kyu-hyung vai Cho Kang-hwa[7]
- Go Bo-gyeol trong vai Oh Min-jung

### Vai phụ

#### Gia đình Yu-ri và những hồn ma
- Seo Woo-jin vai Cho Seo-woo, con gái của Yu-ri.[8]
  - Park Jung-yeon vai Cho Seo-woo khi trưởng thành.
- Kim Mi-kyung vai Jeon Eun-sook, mẹ của Yu-ri.
- Park Soo-young vai Cha Moo-poong, cha của Yu-ri.
- Kim Mi-soo vai Cha Yeon-ji, em gái của Yu-ri.
- Shin Dong-mi vai Go Hyun-jung, bạn thân của Yu-ri.
- Yoon Sa-bong vai Mi Dong-daek, vị pháp sư đã giúp đỡ Yu-ri và quản lý ossuary.
- Lee Shi-woo vai Jang Pil-seung, một phi công hàng không.

#### Những người xung quanh Cho Kang-hwa
- Oh Eui-shik vai Gye Geun-sang, bạn thân của Cho Kang-hwa.
- Ahn Nae-sang trong vai Giáo sư Jang, viện trưởng của Cho Kang-hwa.

#### Những hồn ma trong ossuary
- Ban Hyo-jung vai Jung Gwi-sun, đã chết cách đây 7 năm.
- Bae Hae-sun vai Sung Mi-ja, vợ của Man-seok đã chết cách đây 55 năm.
- Choi Dae-sung vai Kwon Man-seok, chồng của Mi-ja, đã chết cách đây 56 năm.
- Park Eun-hye vai Seo Bong-yeon, mẹ của Pil-seung đã mất cách đây 22 năm.
- Kim Dae-gon vai Jang Dae-choon, cha của Pil-seung, người đã mất cách đây 22 năm.
- Shin Soo-yeon vai Jang Young-shim, em gái của Pil-seung đã chết cách đây 22 năm.
- Lee Jae-woo vai Kang Sang-bong, cựu cầu thủ bóng chày bị sát hại.
- Shim Wan-joon vai Shim Geum-jae, đã chết cách đây 6 năm.
- Bae Yoon-kyung vai Park Hye-jin, đã chết cách đây 4 năm.
- Shin Cheol-jin vai Mr.Choe

### Các khách mời xuất hiện đặc biệt
- Lee Joong-ok vai hồn ma chung cư (Tập 1 & 10)
- Lee Jung-eun vai pháp sư (Tập 4 & 10) [9][a]
- Lee Dae-yeon vai Kim Pan-seok (Tập 7 & 9)
- Lee Byung-joon vai Baek Sam-dong (Tập 7 & 9)
- Kim Seul-gi vai Shin Soon-ae (Tập 10)
- Yang Kyung-won vai một pháp sư trừ tà (Tập 10 & 14)

## Quá trình sản xuất
Tên ban đầu của bộ phim là Goodbye Mom (tiếng Hàn: 안녕 엄마).
Trước đó, Kim Tae-hee và Bae Hae-seon đã hợp tác với nhau trong bộ phim truyền hình Thiên tài lang băm của đài SBS vào năm 2015.

## Nhạc phim

### Phần 1
| Phát hành vào 1 tháng 3 năm 2020 | Phát hành vào 1 tháng 3 năm 2020                 | Phát hành vào 1 tháng 3 năm 2020 | Phát hành vào 1 tháng 3 năm 2020 | Phát hành vào 1 tháng 3 năm 2020 | Phát hành vào 1 tháng 3 năm 2020 |
| STT                              | Nhan đề                                          | Phổ lời                          | Phổ nhạc                         | Nghệ sĩ                          | Thời lượng                       |
| -------------------------------- | ------------------------------------------------ | -------------------------------- | -------------------------------- | -------------------------------- | -------------------------------- |
| 1.                               | "Time, Like a Shining Star" (별처럼 빛나는 시간) | Son Go-eun (MonoTree)            | Son Go-eun (MonoTree)            | Park Ji-min                      | 3:18                             |
| 2.                               | "Time, Like a Shining Star" (Inst.)              |                                  | Son Go-eun (MonoTree)            |                                  | 3:18                             |
| Tổng thời lượng:                 | Tổng thời lượng:                                 | Tổng thời lượng:                 | Tổng thời lượng:                 | Tổng thời lượng:                 | 6:36                             |

### Phần 2
| Phát hành vào 8 tháng 3 năm 2020 | Phát hành vào 8 tháng 3 năm 2020 | Phát hành vào 8 tháng 3 năm 2020 | Phát hành vào 8 tháng 3 năm 2020 | Phát hành vào 8 tháng 3 năm 2020 | Phát hành vào 8 tháng 3 năm 2020 |
| STT                              | Nhan đề                          | Phổ lời                          | Phổ nhạc                         | Nghệ sĩ                          | Thời lượng                       |
| -------------------------------- | -------------------------------- | -------------------------------- | -------------------------------- | -------------------------------- | -------------------------------- |
| 1.                               | "Touch"                          | Park Geun-chul Dani Jung Su-min  | Park Geun-chul Jung Su-min       | Kim Young-geun                   | 4:49                             |
| 2.                               | "Touch" (Inst.)                  |                                  | Park Geun-chul Jung Su-min       |                                  | 4:49                             |
| Tổng thời lượng:                 | Tổng thời lượng:                 | Tổng thời lượng:                 | Tổng thời lượng:                 | Tổng thời lượng:                 | 9:38                             |

### Phần 3
| Phát hành vào 15 tháng 3 năm 2020 | Phát hành vào 15 tháng 3 năm 2020 | Phát hành vào 15 tháng 3 năm 2020 | Phát hành vào 15 tháng 3 năm 2020 | Phát hành vào 15 tháng 3 năm 2020 | Phát hành vào 15 tháng 3 năm 2020 |
| STT                               | Nhan đề                           | Phổ lời                           | Phổ nhạc                          | Nghệ sĩ                           | Thời lượng                        |
| --------------------------------- | --------------------------------- | --------------------------------- | --------------------------------- | --------------------------------- | --------------------------------- |
| 1.                                | "To You" (너에게)                 | Hen                               | Hen                               | Hen                               | 3:44                              |
| 2.                                | "To You" (Inst.)                  |                                   | Hen                               |                                   | 3:44                              |
| Tổng thời lượng:                  | Tổng thời lượng:                  | Tổng thời lượng:                  | Tổng thời lượng:                  | Tổng thời lượng:                  | 7:28                              |

### Phần 4
| Phát hành vào 22 tháng 3 năm 2020 | Phát hành vào 22 tháng 3 năm 2020 | Phát hành vào 22 tháng 3 năm 2020     | Phát hành vào 22 tháng 3 năm 2020     | Phát hành vào 22 tháng 3 năm 2020 | Phát hành vào 22 tháng 3 năm 2020 |
| STT                               | Nhan đề                           | Phổ lời                               | Phổ nhạc                              | Nghệ sĩ                           | Thời lượng                        |
| --------------------------------- | --------------------------------- | ------------------------------------- | ------------------------------------- | --------------------------------- | --------------------------------- |
| 1.                                | "Hopefully Sky" (하늘바라기)      | Duble Sidekick Jung Eun-ji Long Candy | Duble Sidekick Jung Eun-ji Long Candy | Sohyang                           | 4:30                              |
| 2.                                | "Hopefully Sky" (Inst.)           |                                       | Duble Sidekick Jung Eun-ji Long Candy |                                   | 4:30                              |
| Tổng thời lượng:                  | Tổng thời lượng:                  | Tổng thời lượng:                      | Tổng thời lượng:                      | Tổng thời lượng:                  | 9:00                              |

### Phần 5
| Phát hành vào 12 tháng 4 năm 2020 | Phát hành vào 12 tháng 4 năm 2020 | Phát hành vào 12 tháng 4 năm 2020 | Phát hành vào 12 tháng 4 năm 2020 | Phát hành vào 12 tháng 4 năm 2020 | Phát hành vào 12 tháng 4 năm 2020 |
| STT                               | Nhan đề                           | Phổ lời                           | Phổ nhạc                          | Nghệ sĩ                           | Thời lượng                        |
| --------------------------------- | --------------------------------- | --------------------------------- | --------------------------------- | --------------------------------- | --------------------------------- |
| 1.                                | "In The Night"                    | Jayins Han Jae-wan                | Jayins Han Jae-wan                | Parc Jae-jung                     | 4:20                              |
| 2.                                | "In The Night" (Inst.)            |                                   | Jayins Han Jae-wan                |                                   | 4:20                              |
| Tổng thời lượng:                  | Tổng thời lượng:                  | Tổng thời lượng:                  | Tổng thời lượng:                  | Tổng thời lượng:                  | 8:40                              |

## Tỷ suất người xem
| Mùa | Mùa | Số tập | Số tập | Số tập | Số tập | Số tập | Số tập | Số tập | Số tập | Số tập | Số tập | Số tập | Số tập | Số tập | Số tập | Số tập | Số tập | Trung bình |
| Mùa | Mùa | 1      | 2      | 3      | 4      | 5      | 6      | 7      | 8      | 9      | 10     | 11     | 12     | 13     | 14     | 15     | 16     | Trung bình |
| --- | --- | ------ | ------ | ------ | ------ | ------ | ------ | ------ | ------ | ------ | ------ | ------ | ------ | ------ | ------ | ------ | ------ | ---------- |
|     | 1   | 1.614  | 1.658  | 1.583  | 1.915  | 1.693  | 1.702  | 1.860  | 1.550  | 1.568  | 1.678  | 1.492  | 1.577  | 1.240  | 1.273  | 1.232  | 1.512  | 1.572      |

| Tập | Ngày phát sóng      | Tiêu đề | Tỷ lệ người xem trung bình (AGB Nielsen) | Tỷ lệ người xem trung bình (AGB Nielsen) |
| Tập | Ngày phát sóng      | Tiêu đề | Toàn quốc                                | Seoul                                    |
| --- | ------------------- | --- | ---------------------------------------- | ---------------------------------------- |
| 1 | 22 tháng 2 năm 2020 | Cuộc sống đầy những điều không thể đoán trước (인생은 예측 불가능의 연속이다)                              | 5.895%                                   | 6.209%                                   |
| 2 | 23 tháng 2 năm 2020 | Mùa lãng quên (잊혀진 계절)                                                                                | 6.111%                                   | 6.220%                                   |
| 3 | 29 tháng 2 năm 2020 | Khi chết mới nhận ra đời đẹp thế nào (죽어보니, 알 수 있는 것들 '美生')                                    | 5.373%                                   | 5.384%                                   |
| 4 | 1 tháng 3 năm 2020  | Không có gì không xảy ra với tôi (나에게 일어나지 않을 일은 없다)                                          | 6.519%                                   | 6.793%                                   |
| 5 | 7 tháng 3 năm 2020  | Mỗi khoảnh khắc khi cơ hội trở thành định mệnh (우연이 운명으로 변하는 모든 순간들)                        | 5.663%                                   | 5.971%                                   |
| 6 | 8 tháng 3 năm 2020  | Dù đối mặt với cái chết, gia đình vẫn là quan trọng nhất (죽음 앞에서도 나만 생각하지 않게 하는 것 '가족') | 5.769%                                   | 5.745%                                   |
| 7 | 14 tháng 3 năm 2020 | Nơi hoa nở và tàn (꽃이 피고 진 자리)                                                                      | 6.101%                                   | 5.958%                                   |
| 8 | 15 tháng 3 năm 2020 | Những người không thể từ biệt (이별에 서툰 사람들)                                                         | 5.428%                                   | 5.550%                                   |
| 9 | 21 tháng 3 năm 2020 | Tạm biệt và xin chào ánh sáng cuộc đời (안녕, 당신의 빛)                                                   | 5.859%                                   | 6.122%                                   |
| 10 | 22 tháng 3 năm 2020 | Vị trí không thể chạm tới (내가 닿을 수 없는 당신의 자리)                                                  | 5.431%                                   | 5.930%                                   |
| 11 | 28 tháng 3 năm 2020 | Một phần đời được chia sẻ cho tôi (내게 주어진 '내 몫의 인생')                                             | 5.324%                                   | 6.025%                                   |
| 12 | 29 tháng 3 năm 2020 | Ngày tôi bị quên lãng (내가 가려진 날들)                                                                   | 5.227%                                   | 5.517%                                   |
| 13 | 11 tháng 4 năm 2020 | Câu chuyện tôi không thể nhìn thấy (나는 볼 수 없었던 이야기)                                              | 4.707%                                   | 5.086%                                   |
| 14 | 12 tháng 4 năm 2020 | Đó không phải là lỗi của anh (당신 탓이 아니다)                                                            | 4.226%                                   | 4.460%                                   |
| 15 | 18 tháng 4 năm 2020 | "Ngày mai" của cuộc đời tôi (내 인생의 '내일')                                                             | 4.795%                                   | 5.178%                                   |
| 16 | 19 tháng 4 năm 2020 | Cánh hoa rơi nhưng hoa vẫn ở lại (꽃잎이 떨어져도 꽃은 지지 않네)                                          | 5.133%                                   | 5.737%                                   |
| Trung bình | Trung bình          | Trung bình                                                                                                 | 5.473%                                   | 5.743%                                   |
| - Trong bảng trên đây, số màu xanh biểu thị cho tỷ lệ người xem thấp nhất và số màu đỏ biểu thị cho tỷ lệ người xem cao nhất. - Bộ phim này được phát sóng trên hệ thống các kênh truyền hình cáp/trả phí nên số lượng người xem thấp hơn so với truyền hình miễn phí (ví dụ như KBS, SBS, MBC hay EBS). - Vào ngày 29 tháng 3 năm 2020, có thông tin rằng bộ phim sẽ tạm dừng phát sóng vào ngày 4 và 5 tháng 4 do những thay đổi không thể tránh khỏi trong lịch trình và để đảm bảo quá trình sản xuất ổn định hơn. Các chương trình phát sóng đặc biệt đã được phát sóng thay thế. |                     | |                                          |                                          |